# مبدأ العمليات النووية المشتركة
مبدأ العمليات النووية المشتركة العمليات النووية المشتركة هي وثيقة من وثائق وزارة الدفاع الأمريكية تم الإعلان عنها بشكل علني في عام 2005 حول الظروف التي يمكن لقادة القوات الأمريكية أن يطلبوا فيها استخدام الأسلحة النووية حيث كانت الوثيقة عبارة عن مسودة تم مراجعتها لتتوافق مع رؤية الرئيس الأمريكي بوش حول الهجوم الوقائي.

## المبدأ
يعتمد المبدأ على ثمان أسباب يستطيع بموجبها القادة الميدانيون أن يطلبوا الإذن باستخدام الأسلحة النووية الحرارية:
- عدو يستخدم أو يهدد باستخدام أسلحة الدمار الشامل ضد الولايات المتحدة أو القوات متعددة الجنسيات أو قوات التحالف أو السكان المدنيين.[3]
- منع هجوم بيولوجي وشيك.
- هجوم على منشآت إطلاق أسلحة الدمار الشامل للعدو.
- وقف قوات العدو التقليدية المدمرة.
- إنهاء الحرب بسرعة بشروط أمريكية.
- ضمان نجاح العمليات الأمريكية والدولية.
- إظهار نية الولايات المتحدة والقدرة والرغبة في التصعيد بسرعة من الأسلحة التقليدية إلى وضعية الدفاع النووي باستخدام أسلحة حرارية نووية لردع العدو من استخدام أسلحة الدمار الشامل.
- للرد على أسلحة الدمار الشامل التي قدمها العدو والاستخدام الغير المباشر من قبل الدول ضد الولايات المتحدة والدول المتحالفة معها وقوات التحالف الدولي أو تحالف السكان المدنيين.[4]